# キングマン郡 (カンザス州)
キングマン郡 (Kingman County、標準省略：KM) はアメリカ合衆国カンザス州に位置する郡である。2000年現在、人口は8,673人である。ここの最大都市及び郡庁所在地はキングマンである。

## 地理
アメリカ合衆国統計局によると、この郡は総面積2,245 km2 (867 mi2) である。このうち2,236 km2 (863 mi2) が陸地で9 km2 (3 mi2) が水域である。総面積の0.39%が水域となっている。

### 隣接する郡
- リノ郡 (北)
- セジウィック郡 (東)
- サムナー郡 (南東)
- ハーパー郡 (南)
- バーバー郡 (南西)
- プラット郡 (西)

## 人口動勢
2000年現在の国勢調査で、この郡は人口8,673人、3,371世帯、及び2,420家族が暮らしている。人口密度は4/km2 (10/mi2) である。2/km2 (4/mi2) の平均的な密度に3,852軒の住宅が建っている。この郡の人種的な構成は白人97.45%、アフリカン・アメリカン0.21%、先住民0.58%、アジア0.24%、太平洋諸島系0.02%、その他の人種0.35%、及び混血1.15%である。ここの人口の1.44%はヒスパニックまたはラテン系である。
この郡内の住民は27.40%が18歳未満の未成年、18歳以上24歳以下が5.80%、25歳以上44歳以下が24.70%、45歳以上64歳以下が22.50%、及び65歳以上が19.60%にわたっている。中央値年齢は40歳である。女性100人ごとに対して男性は96.30人である。18歳以上の女性100人ごとに対して男性は93.50人である。
この郡内の世帯ごとの平均的な収入は37,790米ドルであり、家族ごとの平均的な収入は44,547米ドルである。男性は31,771米ドルに対して女性は25,298米ドルの平均的な収入がある。この郡の一人当たりの収入 (per capita income) は18,533米ドルである。人口の10.60%及び家族の8.40%は貧困線以下である。全人口のうち18歳未満の16.90%及び65歳以上の7.40%は貧困線以下の生活を送っている。

## 都市及び町
- Cunningham
- キングマン (Kingman)
- ナッシュビル (Nashville)
- ノリッジ (Norwich)
- Penalosa
- Spivey
- Zenda

## 郡区
キングマン郡は23の郡区に分けられる。キングマンの都市は governmentally independent と見なされ郡区向けの国勢調査外観から除外されている。以下の表内の人口中心は、もしかなりの数ならば、郡区の人口総計を含む最大都市である。

## 教育

### 統一された学校区
- キングマン 統一教育学区331号
- Cunningham 統一教育学区332号